# Artyom Tkachenko
Artyom Valeryevich Tkachenko (en ruso: Артём Валерьевич Ткаченко; 30 de abril de 1982) es un actor de cine y teatro ruso.

## Biografía
Artyom se involucró en el estudio del teatro bajo la dirección de Boris Beinenson. Después de la escuela ingresó a la Escuela Superior de Teatro Mikhail Shchepkin. Entre 2003 y 2005 trabajó en la compañía Shalom Theater. Actuó en actuaciones como Wandering Stars, Half of New York to Me Now Relatives y otras.
Desde 2004, se ha involucrado en el mundo del cine.
A partir de septiembre de 2017 es la cara del canal de televisión AXN Sci Fi en el territorio de la CEI.

## Vida personal
En 2004, se casó con la actriz Ravshana Kurkova. Luego de divorciarse en 2008 se casó con la modelo Eugenia Khrapovistskaya, con la cual tuvo un hijo, llamado Tikhon, en 2013.
Desde 2015, y luego de divorciarse nuevamente, convive con Ekaterina Steblinа, con la cual tuvo un hijo llamado Stepan en 2016.

## Filmografía
- 2004 —   Don't Even Think! Independence Play como Bely
- 2005 —  Dream On como Shnek
- 2006 —  Filipp's Bay como Kostya
- 2006 —  Insatiable como Riga
- 2006 —  The Sword Bearer como Sasha / Swordsman
- 2007 —  The Russian Triangle como Kolya Vorontsov
- 2007 —  Waiting for a Мiracle como a passerby
- 2007 —  Don Juan's Confession como Monk
- 2007 — Relatives and Friends como Kirill
- 2008 — Indigo como Pavel Maksimovich Soshin
- 2008 — Little Moscow    como Sayat
- 2009 — Petrovka, 38 como  senior lieutenant
- 2010 — Cherry Jam como geek
- 2010 — The Sky in Fire como Kostya Maretsky
- 2010 — Gift of Destiny como Stas
- 2011 —  To smithereens como Eric
- 2011 — Guys from Mars como Kolya
- 2011 —  The Life and Adventures of Mishka Yaponchik como Rzhevskij-Rajewski
- 2011 —  Celestial Family como Artyom
- 2011 —  Aliens Wings como Maretsky
- 2012 —  Cinderella como Alexey Korolevich
- 2012 —  Dragon Syndrome como Pan
- 2012 —  Latest Romans como Armen
- 2012 —  Southern Nights como Victor
- 2012 —  Barbara (was not completed)
- 2012 —  May Rain como Denis Pankratov
- 2013 —  Courier of the Paradise como Andrey
- 2013 —  Butterflies como Igor
- 2013 —  Cesar como Alexey Govorkov
- 2013 —  Alien War como Edvard Kozlovsky
- 2013 —  Complex Usefulness como Maxim
- 2013 —  Kukushechka como guy in the bank
- 2014 —   Fotograf como Grisha
- 2014 —  Alyoshkа's Love como Roman
- 2014 —  Fort Ross como Kondraty Ryleyev
- 2014 —   Friends From France  como Victor
- 2015 —  The Red Queen como Lev Barsky
- 2016 — Love como a Natural Disaster como Ruslan
- 2016 — Drunken Firm como Ruslan
- 2017 — Gogol. The Beginning como Alexey Danishevsky
- 2017 — Children For Sale como Kostya
- 2017 — Gogol. Viy  como Alexey Danishevsky
- 2017 — 2019 [Ekspropriator] como Baron
- 2018 — Sparta como Igor   Kryukov
- 2018 — The Alchemist. Elixir Faust como Mark Terentyev, hijo ilegítimo de Oswald Rayner
- 2018 — Gogol. Terrible Revenge como Alexey Danishevsky
- 2018 — Player como Ilya Igorevich
- 2018 — The Crimean Bridge. Made with Love! como Viktor Felixovich Onegin
- 2019 — Gogol como Alexey Danishevsky
- 2019 — Abigail como William Garrett
- 2019 — Soyuz spaseniya como Amphelt
- 2020 — Odin vdokh como director del instituto de deportes
- 2022  — Libereya: Okhotniki za sokrovishchami como Max